# North American Soccer League 1973
La North American Soccer League 1973 fu la sesta edizione dell'omonima lega calcistica. Parteciparono nove squadre con l'esordio dei Philadelphia Atoms che, tra l'altro, vinsero il titolo finale.

## Avvenimenti
Ai nastri di partenza si presentarono nove squadre, ovvero la già citata esordiente Philadelphia e le otto della stagione precedente, con la sola differenza che le squadre di Atlanta e Miami avevano cambiato nome, rispettivamente da Chiefs ad Apollos e da Gatos a Toros.
L'esperimento dell'anno precedente di fissare la linea del fuorigioco a 16,50 metri non aveva dato gli effetti sperati, si decise così di spostare parzialmente indietro la linea a 32 metri, ovvero 35 yarde. A partire da questa stagione nella NASL venne concessa la possibilità di effettuare tre sostituzioni, rispetto alle due allora stabilite dalla FIFA.

## Formula
Le squadre erano suddivise in tre division in base alla loro posizione geografica. Ogni squadra giocava 19 incontri, di cui tre contro ciascun avversario della propria division, due (uno in casa e uno in trasferta) contro le squadre delle altre division, e infine uno contro la squadra messicana del Veracruz, valevole comunque ai fini della classifica. Le tre prime classificate e la miglior seconda classificata venivano ammesse ai play-off per il titolo.
I play-off erano costituiti dalle semifinali e dalla finale, disputati in gara unica in casa della squadra meglio piazzata durante la stagione regolare.
Venivano attribuiti 6 punti per ogni vittoria, 3 punti per ogni pareggio e 1 punto per ogni gol segnato, fino ad un massimo di 3 per ogni incontro.

## Squadre partecipanti
| Club               | Stagione | Città       | Stadio                   | Stagione precedente                               |
| ------------------ | -------- | ----------- | ------------------------ | ------------------------------------------------- |
| Atlanta Apollos    | dettagli | Atlanta     | Grant Field              | 3º posto in Southern Division                     |
| Dallas Tornado     | dettagli | Dallas      | Texas Stadium            | 2º posto in Southern Division                     |
| Miami Toros        | dettagli | Miami       | Miami Orange Bowl        | 4º posto in Southern Division                     |
| Montréal Olympique | dettagli | Montréal    | Autostade                | 3º posto in Northern Division                     |
| N.Y. Cosmos        | dettagli | New York    | Hofstra Stadium          | Vincitore                                         |
| Philadelphia Atoms | dettagli | Filadelfia  | Veterans Stadium         | Esordiente                                        |
| Rochester Lancers  | dettagli | Rochester   | Aquinas Memorial Stadium | 2º posto in Northern Division                     |
| St. Louis Stars    | dettagli | Saint Louis | Busch Memorial Stadium   | 1º posto in Southern Division. Finalista play-off |
| Toronto Metros     | dettagli | Toronto     | Varsity Stadium          | 4º posto in Northern Division                     |

## Classifiche regular season

### Eastern Division
|  | Pos. | Squadra            | Pt  | G  | V | N | P | GF | GS |
|  | ---- | ------------------ | --- | -- | - | - | - | -- | -- |
|  | 1.   | Philadelphia Atoms | 104 | 19 | 9 | 8 | 2 | 29 | 14 |
|  | 2.   | N.Y. Cosmos        | 91  | 19 | 7 | 7 | 5 | 31 | 23 |
|  | 3.   | Miami Toros        | 88  | 19 | 8 | 6 | 5 | 26 | 21 |

### Northern Division
|  | Pos. | Squadra            | Pt | G  | V | N | P  | GF | GS |
|  | ---- | ------------------ | -- | -- | - | - | -- | -- | -- |
|  | 1.   | Toronto Metros     | 89 | 19 | 6 | 9 | 4  | 32 | 18 |
|  | 2.   | Montréal Olympique | 64 | 19 | 5 | 4 | 10 | 25 | 32 |
|  | 3.   | Rochester Lancers  | 59 | 19 | 4 | 6 | 9  | 17 | 27 |

### Southern Division
|  | Pos. | Squadra         | Pt  | G  | V  | N | P | GF | GS |
|  | ---- | --------------- | --- | -- | -- | - | - | -- | -- |
|  | 1.   | Dallas Tornado  | 111 | 19 | 11 | 4 | 4 | 36 | 25 |
|  | 2.   | St. Louis Stars | 82  | 19 | 7  | 5 | 7 | 27 | 27 |
|  | 3.   | Atlanta Apollos | 62  | 19 | 3  | 7 | 9 | 23 | 40 |

## Play-off

### Tabellone
|  | Semifinali | Semifinali         | Semifinali |  |                | Finale             | Finale             | Finale |
|  |            |                    |            |  |                |                    |                    |        |
|  | S1         | Dallas Tornado     | 1          |  |                |                    |                    |        |
|  | S1         | Dallas Tornado     | 1          |  |                |                    |                    |        |
|  | E2         | N.Y. Cosmos        | 0          |  |                |                    |                    |        |
|  | E2         | N.Y. Cosmos        | 0          |  | Dallas Tornado | Dallas Tornado     | 0                  |        |
|  |            |                    |            |  | Dallas Tornado | Dallas Tornado     | 0                  |        |
|  |            |                    |            |  |                | Philadelphia Atoms | Philadelphia Atoms | 2      |
|  | E1         | Philadelphia Atoms | 3          |  |                | Philadelphia Atoms | Philadelphia Atoms | 2      |
|  | E1         | Philadelphia Atoms | 3          |  |                |                    |                    |        |
|  | N1         | Toronto Metros     | 0          |  |                |                    |                    |        |
|  | N1         | Toronto Metros     | 0          |  |                |                    |                    |        |

### Semifinali
| Dallas 15 agosto 1973 | Dallas Tornado | 1 – 0 | N.Y. Cosmos | Texas Stadium (9.009 spett.) |

| Filadelfia 18 agosto 1973 | Philadelphia Atoms | 3 – 0 | Toronto Metros | Veterans Stadium (18.766 spett.) |

### Finale
| Dallas 25 agosto 1973 | Dallas Tornado | 0 – 2 | Philadelphia Atoms | Texas Stadium (18.824 spett.) |